# Liste des évêques de Corpus Christi
La liste des évêques de Corpus Christi recense les noms des évêques qui se sont succédé sur le siège du vicariat apostolique de Brownsville au Texas, fondé le 28 août 1874, puis du diocèse de Corpus Christi depuis sa création en 1912.

## Vicaires apostoliques de Brownsville
| Début            | Fin             | Nom                    | Commentaire                         |
| ---------------- | --------------- | ---------------------- | ----------------------------------- |
| 7 septembre 1874 | 18 janvier 1884 | Dominic Manucy         | Devient évêque de évêque de Mobile. |
| 25 juillet 1890  | 26 octobre 1911 | Peter Verdaguer y Prat | Mort en fonction.                   |

## Évêques de Corpus Christi
| Début           | Fin             | Nom                             | Commentaire                                                           |
| --------------- | --------------- | ------------------------------- | --------------------------------------------------------------------- |
| 4 avril 1913    | 26 mars 1920    | Paul Joseph Nussbaum            | Devient évêque de Sault-Sainte-Marie-Marquette.                       |
| 30 avril 1921   | 15 mars 1949    | Emmanuel Boleslaus Ledvina      | Démissionnaire.                                                       |
| 15 mars 1949    | 21 février 1965 | Mariano Simon Garriga           | Coadjuteur (1936-1949). Mort en fonction.                             |
| 19 juillet 1965 | 19 mai 1983     | Thomas Joseph Drury             | Démissionnaire.                                                       |
| 11 juillet 1983 | 1er avril 1997  | René Henry Gracida              | Démissionnaire.                                                       |
| 1er avril 1997  | 26 mars 1999    | Roberto Octavio González Nieves | Coadjuteur (1995-1997). Devient archevêque de San Juan de Porto Rico. |
| 3 février 2000  | 18 janvier 2010 | Edmond Carmody                  | Démissionnaire.                                                       |
| 25 mars 2010    | en fonction     | William Michaël Mulvey          |                                                                       |

## Sources
- (en) Le diocèse de Corpus Christi sur catholic-hierarchy.org.